# Maidières
Maidières település Franciaországban, Meurthe-et-Moselle megyében. Lakosainak száma 1495 fő (2022. január 1.). Maidières Blénod-lès-Pont-à-Mousson, Montauville és Pont-à-Mousson községekkel határos.

## Népesség
A település népességének változása:
| Lakosok száma | 1564 | 1447 | 1353 | 1521 | 1507 | 1526 | 1547 | 1547 | 1530 | 1495 |
|               | 1968 | 1982 | 1990 | 2006 | 2013 | 2015 | 2017 | 2019 | 2020 | 2022 |